# Condado de Padul
El condado de Padul es un título nobiliario español creado por el rey Alfonso XIII por decreto de 16 de julio de 1924 a favor de Isidoro Pérez de Herrasti y Pérez de Herrasti, nieto del X señor del repartimiento de Padul. Su nombre se refiere al municipio de Padul, en la provincia de Granada.

## Señores del repartimiento de Padul

Escudo de Padul, provincia de Granada

- Martín Pérez de Arostegui y Zaguirre, I señor de Padul, casado de Isabel Fernández Regidora Basurto. Le sucedió su hijo;[2]
- Martín Pérez de Arostegui y Basurto "el de la Hazaña",[3] II señor de Padul, casado con Luisa Sazo Suárez. Le sucedió su hijo;[2]
- Martín de Arostegui Marañón de la Peña, III señor de Padul, casado con María Molina de Cisneros;[2]
- Diego de Arostegui Marañón de la Peña, IV señor de Padul. Sin sucesión;[2]
- Francisco de Viedma y Medina Barba, V señor de Padul, hijo de Catalina de Medina Barba y Aróstegui y de Melchor Jacinto de Viedma e Isla y nieto materno de María de Aróstegui y Marañón de la Peña, hermana del III señor de Padul. Se casó con Luisa de Quesada Narváez y de la Cueva.Le sucedió su nieta, hija de Melchor Francisco de Viedma y Quesada y de Catalina Mazuelo Serrano;[4]
- María Josefa de Viedma y Mazuelo (n. 1702), VI señora de Padul, casada con Juan Francisco de Paula Pérez de Herrasti y Ortega (n. 1696), VIII señor de Domingo Pérez, regidor perpetuo de Guadix y de Alcalá la Real. Sucedió su hijo;[5]
- Antonio Andrés José Pérez de Herrasti y Viedma (n. 1729), VII señor de Padul, se casó en 1747 con Ángela María Melchora Pérez del Pulgar, hija de Fernando Pérez del Pulgar Osorio y Sandoval, II II marqués del Salar, y de Rosalía María de Córdoba Aguilar Henestrosa y Hoces. Sucedió su hijo;[5]
- Juan de Dios Pérez de Herrasti y Pérez del Pulgar, VIII señor de Padul, contrajo matrimonio con María Luisa Enríquez de Navarra y Carreño. Le sucedió su hijo;[6]
- Antonio Pérez de Herrasti y Enríquez de Navarra, IX señor de Padul, casado con Josefa Recio Chacón y Valverde. Le sucedió su hijo;[7]
- Antonio Pérez de Herrasti y Recio-Chacón, X señor de Padul, casado con María del Carmen Antillón y Piles, II condesa de Antillón. Le sucedió su hijo;[7]
- Isidoro Pérez de Herrasti y Antillón (Madrid, 1838-1905), XI señor de Padul. Se casó con su prima hermana, Josefa Pérez de Herrasti Vasco Recio-Chacón. Fueron padres de Antonio Pérez de Herrasti y Pérez de Herrasti (Madrid, 1860-ibíd. 1902), IV conde de Antillón, casado con María Concepción de Orellana-Pizarro Maldonado, XII marquesa de Albayda, grande de España, y de Isidoro Pérez de Herrasti y Pérez de Herrasti, el I conde de Padul.[7]

## Condes de Padul
|                           | Titular                                       | Periodo                   |
| Creación por Alfonso XIII | Creación por Alfonso XIII                     | Creación por Alfonso XIII |
| ------------------------- | --------------------------------------------- | ------------------------- |
| I                         | Isidoro Pérez de Herrasti y Pérez de Herrasti | 1924-1935                 |
| II                        | Antonio Pérez de Herrasti y Orellana          | 1935-1956                 |
| III                       | Ramón Pérez de Herrasti y Narváez             | 1975-2017                 |
| IV                        | María Pérez de Herrasti y Urquijo             | 2020-                     |

## Historia de los condes de Padul

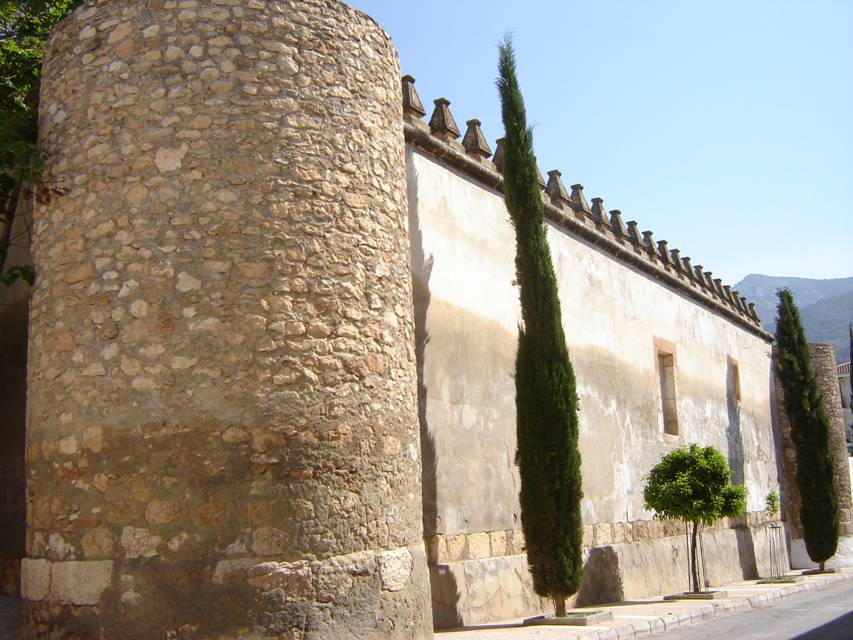
Casa Grande o de los condes, en Padul

- Isidoro Pérez de Herrasti y Pérez de Herrasti (Granada, 1 de septiembre de 1866-Granada, 6 de julio de 1935), I conde de Padul, maestrante de Granada, hijo del XI señor de Padul.[7]

Se casó el 29 de octubre de 1898 con María del Rosario de Solís Desmaisières (Sevilla, 3 de marzo de 1870-Granada, 15 de agosto de 1940), hija de Pedro de Solís y Lasso de la Vega y de Matilde Desmaissières y Farina, XI marquesa de Valencina. Sin descendientes. Le sucedió su sobrino, hijo de su hermano Antonio Pérez de Herrasti y Pérez de Herrasti y de María de la Concepción Orellana Pizarro y Maldonado, XII marquesa de Albayda:
- Antonio Pérez de Herrasti y Orellana (Madrid, 1898-1975), II conde de Padul por carta del 14 de mayo de 1956,[9]  IV conde de Antillón,  XIII marqués de Albayda y XV la Conquista.[10][1]

Se casó en 1924 con Matilde Narváez y Ulloa, hija de los II marqueses de Oquendo. Le sucedió en el marquesado de la Conquista, el de Albayda y el condado de Antillón su hijo Antonio (n. Madrid, 1925), títulos que después de su muerte, pasaron a su hermano Ramón, y en el condado de Padul, por cesión, su hijo:
- Ramón Pérez de Herrasti y Narváez (Madrid, 22 de octubre de 1927-Madrid, 13 de octubre de 2017),[11] III conde de Padul,[12]  XIV marqués de Albayda, grande de España,[13] XVII marqués de la Conquista.[14] y VI conde de Antillón.[15]

Se casó con Begoña de Urquijo y Eulate (m. 2007). Le sucedió su hija:
- María Pérez de Herrasti y Urquijo, IV condesa de Padul,[16][17] XVI marquesa de Albayda y XVIII marquesa de la Conquista en enero de 2020[18] y condesa de Antillón.[19]

Casada con Íñigo Méndez de Vigo, IX barón de Claret.